# Vlada Chiguiriova
Vlada Chiguiriova –en ruso, Влада Чигирёва– (Rostov del Don, 18 de diciembre de 1994) es una deportista rusa que compite en natación sincronizada.
Participó en dos Juegos Olímpicos de Verano en los años 2016 y 2020, obteniendo dos medallas, oro en Río de Janeiro 2016 y oro en Tokio 2020. Ganó once medallas de oro en el Campeonato Mundial de Natación entre los años 2013 y 2019, y cuatro medallas de oro en el Campeonato Europeo de Natación entre los años 2014 y 2021.

## Palmarés internacional
| Juegos Olímpicos   | Juegos Olímpicos        | Juegos Olímpicos | Juegos Olímpicos  |
| Año                | Lugar                   | Medalla          | Prueba            |
| ------------------ | ----------------------- | ---------------- | ----------------- |
| 2016               | Río de Janeiro (Brasil) | Medalla de oro   | Equipo            |
| 2020               | Tokio (Japón)           | Medalla de oro   | Equipo            |
| Campeonato Mundial |                         |                  |                   |
| Año                | Lugar                   | Medalla          | Prueba            |
| 2013               | Barcelona (España)      | Medalla de oro   | Equipo técnico    |
| 2013               | Barcelona (España)      | Medalla de oro   | Equipo libre      |
| 2013               | Barcelona (España)      | Medalla de oro   | Combinación libre |
| 2015               | Kazán (Rusia)           | Medalla de oro   | Equipo técnico    |
| 2015               | Kazán (Rusia)           | Medalla de oro   | Equipo libre      |
| 2015               | Kazán (Rusia)           | Medalla de oro   | Combinación libre |
| 2017               | Budapest (Hungría)      | Medalla de oro   | Equipo técnico    |
| 2017               | Budapest (Hungría)      | Medalla de oro   | Equipo libre      |
| 2019               | Gwangju (Corea del Sur) | Medalla de oro   | Equipo técnico    |
| 2019               | Gwangju (Corea del Sur) | Medalla de oro   | Equipo libre      |
| 2019               | Gwangju (Corea del Sur) | Medalla de oro   | Combinación libre |
| Campeonato Europeo |                         |                  |                   |
| Año                | Lugar                   | Medalla          | Prueba            |
| 2014               | Berlín (Alemania)       | Medalla de oro   | Equipo            |
| 2016               | Londres (Reino Unido)   | Medalla de oro   | Equipo técnico    |
| 2016               | Londres (Reino Unido)   | Medalla de oro   | Combinación libre |
| 2021               | Budapest (Hungría)      | Medalla de oro   | Equipo técnico    |